# Théorie de la reconnaissance
 (juillet 2025).
Si vous disposez d'ouvrages ou d'articles de référence ou si vous connaissez des sites web de qualité traitant du thème abordé ici, merci de compléter l'article en donnant les références utiles à sa vérifiabilité et en les liant à la section « Notes et références ».
La Théorie de la reconnaissance, en philosophie politique et philosophie du droit, est une théorie développée par Axel Honneth, appartenant à l'École de Francfort. La reconnaissance, et en concret la lutte pour la reconnaissance, sont initialement des catégories traitées par Hegel dans Système de la vie éthique (1802-1803) et la Phénoménologie de l'esprit (1807). 

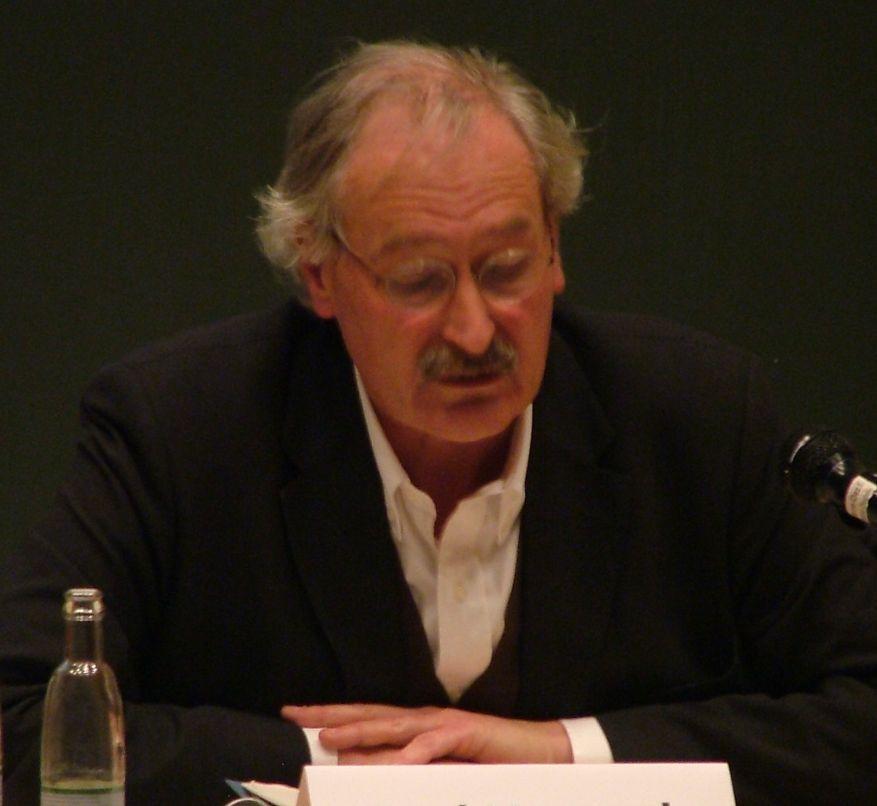
Le philosophe Axel Honneth, théoricien de la reconnaissance, en 2008.

## La théorie de la reconnaissance d'Axel Honneth
L'expérience de l'injustice est une part de l'essence de l'homme. L'humiliation est la négation de la reconnaissance par les autres — c'est-à-dire de la société. Pour Honneth, l'homme méprisé, humilié, sans reconnaissance, perd son intégrité, ses droits, son autonomie personnelle et son autonomie morale. 
Honneth affirme que la spécificité des formes signalées de mépris — dépossession de droits, exclusion sociale — ne produit pas seulement une limitation radicale de l'autonomie personnelle, mais provoque le sentiment de ne pas être un sujet moralement similaire à autrui ni un être capable, puisqu'on ne lui reconnaît pas la capacité de former des jugements moraux.

### De la justice à la reconnaissance
On peut affirmer que depuis la fin du XXe siècle, en philosophie politique et en philosophie du droit, il s'est produit un changement de paradigme. On a remplacé la catégorie de justice par la reconnaissance ou reconnaissance réciproque. Ainsi, la théorie de la reconnaissance est une partie de la théorie intersubjective (habermasienne) dans laquelle l'autre a une fonction essentielle pour le sujet qui renvoie aux principes d'égalité et de moralité. 
Pour Kant, le droit est la condition par laquelle la liberté de l'un est compatible avec la liberté de l'autre, il implique donc une reconnaissance de l'autre (voir Impératif catégorique) comme condition de cohabitation sociale et fondement de la morale. Avec Hegel apparaît le concept de lutte pour la reconnaissance qui se convertit en lutte à mort dans la relation entre maître et esclave (voir Dialectique). De cette façon, les conflits — spécialement les conflits sociaux des XIXe et XXe siècles — peuvent se comprendre également comme des luttes pour la reconnaissance (voir Lutte des classes). 
Habermas expose ainsi la notion de reconnaissance mutuelle comme noyau de l'État de Droit démocratique au XXe siècle, car seule l'égalité des conditions garantit le respect ou la reconnaissance mutuelle selon lui. 
Pour Axel Honneth, les conflits sociaux sont une lutte pour la reconnaissance. Sa nouveauté théorique, qui prend racine chez Hegel, consiste à surpasser l'interprétation traditionnelle des conflits comme simple auto-préservation (Machiavel et Hobbes). Honneth affirme ainsi que la reconnaissance est une nouvelle catégorie qui est loin d''être assimilable à une simple stratégie de survie. La reconnaissance comme processus dans sa dimension individuelle, sociale et donc morale, suit une téléologie qui se réalise en diverses étapes marquées par des formes déterminées (l'amour, le droit, la solidarité...) que Hegel a déjà identifiées.

## La Théorie de la reconnaissance contre la Théorie desquatre ethos
Dans le débat philosophique contemporain en Amérique Latine, la théorie de la reconnaissance d'Axel Honneth a été régulièrement confrontée sur  le plan conceptuel avec la théorie des quatre ethos de la modernité capitaliste de Bolívar Echeverría. 